# مايكروسوفت اليابان

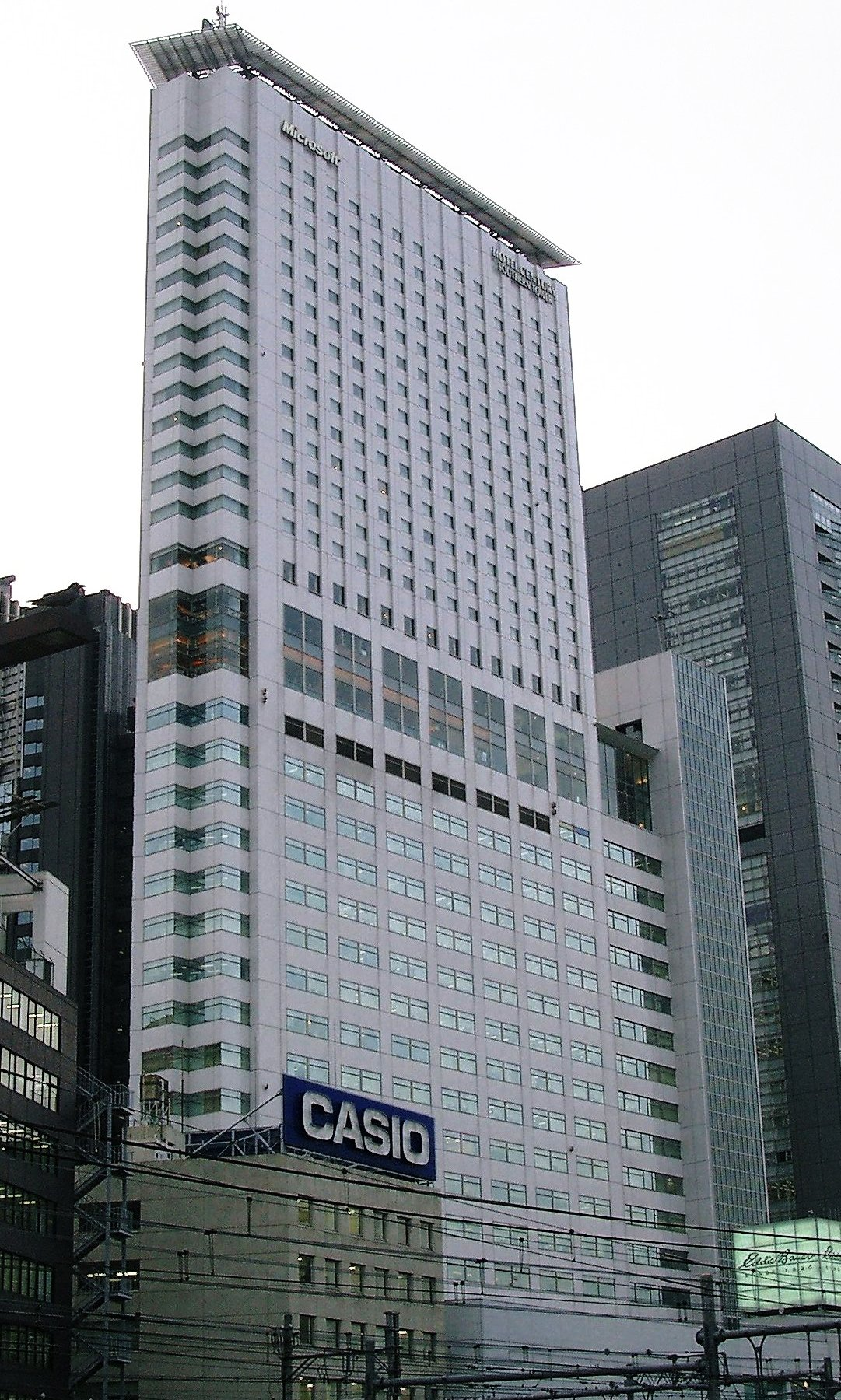
مكتب مايكروسوفت اليابان سابقاً في برج أوداكيو الجنوبية.

مايكروسوفت اليابان (بالإنجليزية:Microsoft Japan)، هي شركة يابانية تابعة للشركة مايكروسوفت الأمريكية الأم، أسست سنة 2005، وتقع مقرها في العاصمة اليابانية طوكيو.

## الموقع الخارجي
- الموقع الرسمي